# Адміністративний кодекс Української РСР
Адміністративний кодекс Української Соціалістичної Радянської Республіки — зібрання законів у сфері адміністративного права, що був прийнятий 1927 року. Він був дуже прогресивним для свого часу, проте на практиці майже одразу перестав застосовуватися. Формально був скасований тільки 1985 року.

## Вступ
Адміністративний кодекс Української Соціалістичної Радянської Республіки (УСРР) 1927 р. був першою спробою кодифікації адміністративного законодавства не тільки в УСРР, а й в СРСР. Видання цього адміністративного кодексу відіграло велику роль у зміцненні правопорядку, спростило діяльність органів державної влади, сприяло покращенню їх роботи, внесло необхідну якість у роботу, стабільність у взаємовідносини державних органів між собою, а також з громадянами, удосконаленні роботи й розширенні прав місцевих органів державної влади, вивільненні судів від розгляду дрібних правопорушень, запровадженні єдиного порядку накладення адміністративних стягнень і безспірного стягнення сум неподаткового характеру, спрощенні реєстрації товариств і спілок, встановленні вільного (без спеціального дозволу) виготовлення печаток і штампів, на яких немає державного герба. Норми адміністративного кодексу врегулювали суспільні відносини в галузі охорони громадського порядку і державної безпеки.
Адміністративний кодекс не мав аналогів серед союзних радянських республік. У 1927 р. схожий кодекс мала лише Португалія, в якому розглядалася тільки діяльність органів державної влади. Здебільшого кодифікації піддавались адміністративно-процесуальні норми. Протягом ХХ ст. у багатьох країнах були прийняті кодифікаційні акти процесуального (процедурного) характеру. Серед найвідоміших слід назвати адміністративно-процесуальний кодекс Австрії 1925 р., Акт про адміністративну процедуру США 1946 р., Закон про загальні постанови адміністративного процесу Угорщини 1957 р., Кодекс адміністративного провадження Польщі 1960 р., Закон про адміністративну процедуру ФРН 1976 р.

## Багато положень адміністративного кодексу втратило чинність
Після прийняття Конституції УРСР 1937 p., яка встановила нову систему органів державної влади, а також назву їх нормативних актів (зокрема місцеві ради приймали вже не обов'язкові постанови, а рішення та розпорядження). Після прийняття нового Основного Закону розпочалися роботи з оновлення змісту адміністративного кодексу, однак вони були припинені з початком німецько-радянської війни.

## Кодифікація адміністративного законодавства
в 1927 р. була вдалою, про що свідчить той факт, що перевидання адміністративного кодексу було здійснено Міністерством юстиції УРСР тільки в 1956 р. у витягах з додатком систематизованих законодавчих та інструктивних матеріалів. Це видання мало службовий характер і було розраховане переважно на працівників місцевих органів державної влади і управління. У цьому виданні були вилучені скасовані норми, застарілі терміни замінені новими. Офіційно він не був скасований, проте у наступних роках його перестали застосовувати. Це єдиний приклад кодифікації адміністративного права до 1980 p., коли були прийняті Основи законодавства СРСР про адміністративні правопорушення, що є лише частиною норм галузі адміністративного права. Сучасне адміністративне право України не має єдиного кодифікованого акта, де містилися б основні норми даної галузі.
У перші роки непу в державі накопичилася велика кількість невпорядкованих нормативних актів у галузі адміністративного права. У серпні 1924 р. проект адміністративного кодексу вперше було винесено на розгляд Ради Народних Комісарів (РНК) республіки. Після обговорення він був направлений на доопрацювання у зв'язку з необхідністю повнішого відображення в ньому основ революційної законності.
Попередній проект адміністративного кодексу (451 ст.) було розіслано для обговорення з одночасним внесенням у Комісію розгляду законодавчих передбачень (КРЗП) РНК УСРР у серпні 1924 р. У жовтні 1924 — квітні 1926 рр. його розглянула підкомісія КРЗП, в яку входили відомі вчені з адміністративного права: А. І. Єлістратов, О. Ф. Євтихієв, В. Л. Кобалевський, Ю. П. Мазуренко, С. С. Кишкін, І. К. Сухоплюєв та ін. У вересні-жовтні 1926 р. доопрацьований проект (706 ст.) розглянула 4-а сесія ВУЦВК 9-го скликання. Було запропоновано близько 100 поправок до 94 ст. РНК УСРР 9 грудня 1926 р. створила спеціальну комісію для остаточного редагування проекту адміністративного кодексу, яку очолив заступник Народного комісара внутрішніх справ Н. А. Черлюнчакевич. Однак остаточне затвердження адміністративного кодексу було тимчасово відкладене, оскільки в той час готувались нові положення про місцеві Ради, з'їзди і виконкоми, які були прийняті в середині 1927 р.

## Розгляд Адміністративного кодексу
На початку 1927 р. відбулося широке обговорення проекту серед представників громадськості, наукових і практичних працівників, у вищих навчальних закладах. 14 березня 1927 р. проект Адміністративний кодекс розглядався на засіданні державно-адміністративної секції Харківського юридичного товариства, а також Українським юридичним товариством та на III Всеукраїнському адміністративному з'їзді у червні 1927 р. Адміністративний кодекс був затверджений ВУЦВК 12 жовтня 1927 р. на 2-ій сесії Х скликання і вводився в дію з 1 лютого 1928 р. Одночасно скасовано 55 актів республіканського законодавства, до низки актів внесено зміни. Адміністративний кодекс не охоплював усе адміністративне законодавство.

## У нього були включені
найважливіші акти з адміністративного права, доцільність яких показало життя. У зв'язку з виходом адміністративного кодексу ряд законів, постанов і інструкцій, які регулювали адміністративну діяльність органів державної влади, втратили силу.

## Адміністративний кодекс складався
з 528 ст., що складали 15 розділів. Коло питань, які регулювались Адміністративним кодексом, правознавці розділяють на такі основні групи:
1. взаємовідносини органів державного управління (розділ 2 — про адміністративні акти);
2. відносини органів державного управління з громадянами (розділ 3, 4, 13, 14 — про заходи адміністративного впливу;
3. про нагляд адміністративних органів у галузі промисловості;
4. про нагляд адміністративних органів за торгівлею);
5. відносини громадян з органами державного управління (розділ 15 — про порядок оскарження дій адміністративних органів).

## Адміністративний кодекс регламентував також питання
- громадянства УСРР, порядок його одержання і позбавлення;
- питання реєстрації і обліку руху населення;
- правила організації і діяльності товариств, союзів, клубів, з'їздів, зборів;
- правила про культ;
- правила про публічні видовища і розваги.

Обов'язки громадян визначались в розд. 5 — про трудову повинність, попередження стихійних лих і боротьбу з ними і розд. 6 — про охорону громадянського порядку.